# Hartmann Wunderer
Hartmann Wunderer (* 1950; † 21. Juli 2016) war ein deutscher Geschichtsdidaktiker.
Wunderer studierte ab 1969 Germanistik, Geschichte und Sozialkunde an der Universität Würzburg und promovierte 1978 an der Gesamthochschule Kassel mit einer Untersuchung über Kultur- und Massenorganisationen in der Arbeiterbewegung zum Dr. phil. Das Fach Evangelische Religion studierte er nach und ging 1984 in den hessischen Schuldienst. Er war zuletzt Oberstudienrat und unterrichtete u. a. in Wiesbaden an der Elly-Heuss-Schule, an der Wilhelm-Leuschner-Schule und am Gymnasium am Mosbacher Berg. Ferner arbeitete er als Schulbuchautor und Historiker. Seine Forschungsschwerpunkte waren Geschlechtergeschichte, Historische Demographie und moderne Sozialgeschichte, außerdem betätigte er sich wissenschaftsjournalistisch, verfasste zahlreiche Buch- und Zeitschriftenbeiträge und war Mitautor zahlreicher Unterrichtswerke sowie fachdidaktischer Werke. Er war Mitbegründer der Geschichtswerkstatt Wiesbaden.

## Veröffentlichungen
- Friedensschlüsse 1648–1990. Schwalbach Ts. 2015.
- Staat und Herrschaft in der Frühen Neuzeit. Stuttgart 2014.
- Die Russische Revolution. Stuttgart 2014.
- Geschichte und Geschehen. Abiturtrainer Gesamtband. Stuttgart 2012.
- Geschlechtergeschichte – Historische Probleme und moderne Konzepte. Braunschweig 2005.
- Geschichtsunterricht in der Sekundarstufe II. Normative Vorgaben und das Elend der pädagogischen Praxis, in: Von der Einschulung bis zum Abitur. Prinzipien und Praxis des historischen Lernens in den Schulstufen, hrsg. von Bernd Schönemann und Hartmut Voit. Idstein 2002, S. 100–111.
- Geschichtsunterricht in der Sekundarstufe II. Schwalbach/Ts. 2000.
- Abbildungen der Welt? Zur Problematik von Fotografien im Geschichtsunterricht, in: Geschichte, Politik und ihre Didaktik 28 (2000), S. 47–56.
- Computer im Geschichtsunterricht. Neue Chancen für historisches Lernen in der Informationsgesellschaft, in: GWU 47 (1996), S. 526–534.
- Zwischen Konfrontation und taktischer Kooperation: Die Religionspolitik der KPD 1919–1948, in: KZG 6 (1993), S. 331–348.
- Freidenkertum und Arbeiterbewegung. Ein Überblick, in: IWK 16 (1980), S. 33–57.
- Arbeitervereine und Arbeiterparteien. Kultur- und Massenorganisationen in der Arbeiterbewegung (1890–1933). Frankfurt a. M. u. a. 1980.
- Der Touristenverein „Die Naturfreunde“. Eine sozialdemokratische Arbeiterorganisation (1895–1933), in: IWK 13 (1977).
- Materialien zur Soziologie der Mitgliedschaft und Wählerschaft der KPD zur Zeit der Weimarer Republik, in: Gesellschaft. Beiträge zur Marxschen Theorie Bd. 5. Frankfurt a. M. 1975.